# Caroline Olivier
Caroline Olivier (ur. 22 grudnia 1971 w Quebecu) – kanadyjska narciarka, uprawiająca narciarstwo dowolne. Najlepszy wynik na mistrzostwach świata osiągnęła podczas mistrzostw w La Clusaz, gdzie zajęła 4. miejsce w skokach akrobatycznych. Jej najlepszym wynikiem olimpijskim jest 8. miejsce w tej samej konkurencji na igrzyskach olimpijskich w Lillehammer. Najlepsze wyniki w Pucharze Świata osiągnęła w sezonie 1995/1996, kiedy to zajęła 10. miejsce w klasyfikacji generalnej, a klasyfikacji skoków akrobatycznych była trzecia. W sezonie 1996/1997 również była trzecia w klasyfikacji skoków.
W 1998 r. zakończyła karierę.

## Osiągnięcia

### Igrzyska olimpijskie
| Miejsce | Dzień     | Rok  | Miejscowość | Konkurencja        | Zwycięzca       |
| ------- | --------- | ---- | ----------- | ------------------ | --------------- |
| 8.      | 13 lutego | 1994 | Lillehammer | Skoki akrobatyczne | Lina Cheryazova |
| 19.     | 18 lutego | 1998 | Nagano      | Skoki akrobatyczne | Nikki Stone     |

### Mistrzostwa świata
| Miejsce | Dzień     | Rok  | Miejscowość | Konkurencja        | Zwycięzca        |
| ------- | --------- | ---- | ----------- | ------------------ | ---------------- |
| 10.     | 14 marca  | 1993 | Altenmarkt  | Skoki akrobatyczne | Lina Cheryazova  |
| 4.      | 19 lutego | 1995 | La Clusaz   | Skoki akrobatyczne | Nikki Stone      |
| 6.      | 9 lutego  | 1997 | Iizuna      | Skoki akrobatyczne | Kirstie Marshall |

### Puchar Świata

#### Miejsca w klasyfikacji generalnej
- sezon 1991/1992: 56.
- sezon 1992/1993: 20.
- sezon 1993/1994: 42.
- sezon 1994/1995: 18.
- sezon 1995/1996: 10.
- sezon 1996/1997: 12.
- sezon 1997/1998: 14.

#### Miejsca na podium
1. Whistler Blackcomb – 10 stycznia 1993 (Skoki akrobatyczne) – 3. miejsce
2. Breckenridge – 17 stycznia 1993 (Skoki akrobatyczne) – 3. miejsce
3. Tignes – 12 grudnia 1993 (Skoki akrobatyczne) – 3. miejsce
4. Altenmarkt – 5 marca 1994 (Skoki akrobatyczne) – 2. miejsce
5. Hasliberg – 13 marca 1994 (Skoki akrobatyczne) – 2. miejsce
6. Piancavallo – 21 grudnia 1994 (Skoki akrobatyczne) – 2. miejsce
7. Piancavallo – 20 grudnia 1995 (Skoki akrobatyczne) – 3. miejsce
8. Oberjoch – 9 lutego 1996 (Skoki akrobatyczne) – 1. miejsce
9. Hundfjället – 9 marca 1996 (Skoki akrobatyczne) – 2. miejsce
10. Altenmarkt – 16 marca 1996 (Skoki akrobatyczne) – 1. miejsce
11. Mont Tremblant – 8 stycznia 1997 (Skoki akrobatyczne) – 3. miejsce
12. Lake Placid – 11 stycznia 1997 (Skoki akrobatyczne) – 3. miejsce
13. Whistler Blackcomb – 19 stycznia 1997 (Skoki akrobatyczne) – 1. miejsce
14. Kirchberg – 20 lutego 1997 (Skoki akrobatyczne) – 1. miejsce
15. Mount Buller – 1 sierpnia 1997 (Skoki akrobatyczne) – 3. miejsce
16. Tignes – 12 grudnia 1997 (Skoki akrobatyczne) – 3. miejsce

- W sumie 4 zwycięstwa, 4 drugie i 8 trzecich miejsc.